# DANCE EARTH
DANCE EARTH（ダンス・アース）は、EXILE ÜSAによるプロジェクト。

## 概要
2006年に始動。ダンスの旅で世界各国を訪れ得た経験を、書籍や舞台など様々な形で発表。舞台上演に伴い、音楽ユニットDANCE EARTH PARTYも結成した。

## 作品

### 書籍
- DANCE EARTH（2008年10月10日）ISBN 978-4902256161
- DANCE EARTH 〜BEAT TRIP〜（2010年10月11日）ISBN 978-4902256321
- 地球で踊ろう! ～DANCE EARTH Change The World～（2013年4月10日）ISBN 978-4902256499
- 日本で踊ろう! DANCE EARTH - JAPAN（2014年8月11日）ISBN 978-4902256581

### 絵本
- ダンスアース（2012年2月10日）ISBN 978-4863240476
- ダンスアース2（2013年5月10日）ISBN 978-4863240636

### 映像作品
- DANCE EARTH（2009年11月18日）
- 日本で踊ろう! DANCE EARTH JAPAN （2015年1月9日）

### 映画
- DANCE EARTH -BEAT TRIP-（2013年）

## 公演

### 舞台
- DANCE EARTH 〜願い〜（2010年5月2日 - 19日）
- DANCE EARTH ～生命の鼓動～（2013年2月1日 - 23日）
- DANCE EARTH PROJECT グローバルダンスエンターテインメント「Changes」（2014年5月3日 - 18日）

### イベント
- DANCE EARTH FESTIVAL 2016（2016年10月15日、幕張海浜公園特設エリア）
- DANCE EARTH FESTIVAL 2017（2017年10月14日・15日、幕張海浜公園Gブロック）
- DANCE EARTH FESTIVAL 2018（2018年7月14日・15日・16日、幕張海浜公園Gブロック）

## DANCE EARTH PARTY
DANCE EARTH PARTY（ダンス・アース・パーティー）は、DANCE EARTHの舞台上演に伴い結成した音楽ユニット。1st、2ndシングルは舞台のメインキャストで結成した。3rdシングルからは、EXILE ÜSA、EXILE TETSUYA、Dream Shizukaの3名を正式メンバーとした。2018年12月に上記3名での活動終了を発表した。

### 作品

#### シングル
|   | 発売日         | タイトル             | 順位 |
| - | -------------- | -------------------- | ---- |
| 1 | 2013年1月16日  | イノチノリズム       | 5位  |
| 2 | 2014年4月16日  | PEACE SUNSHINE       | 5位  |
| 3 | 2015年8月5日   | BEAUTIFUL NAME       | 2位  |
| 4 | 2015年11月25日 | DREAMERS' PARADISE   | 10位 |
| 5 | 2016年8月3日   | NEO ZIPANG 〜UTAGE〜 | 10位 |
| 6 | 2017年8月30日  | POPCORN              | 5位  |
| 7 | 2018年3月14日  | Anuenue              | 11位 |

#### 配信シングル
- WAVE（2017年6月9日）

#### ミュージックカード
- HAPPiLA（2018年7月14日）

#### アルバム
- I（2017年2月1日）

#### 映像作品
- DANCE EARTH FESTIVAL 2018（2019年2月6日）

#### 参加作品
| 発売日         | 曲名             | 収録作品                                                       |
| -------------- | ---------------- | -------------------------------------------------------------- |
| 2015年11月18日 | 想いを伝えて     | V.A.『ドリーム 〜ディズニー・グレイテスト・ソングス〜 邦楽盤』 |
| 2018年11月23日 | あの子のトランク | V.A.『ウタモノガタリ ‐CINEMA FIGHTERS project‐』               |

#### タイアップ
| 曲名               | タイアップ                                                                        |
| ------------------ | --------------------------------------------------------------------------------- |
| イノチノリズム     | NOTTV『EXFILE』番組テーマ曲                                                       |
| イノチノリズム     | 舞台『DANCE EARTH 〜生命の鼓動〜』主題歌                                          |
| PEACE SUNSHINE     | DANCE EARTH PROJECT グローバル ダンス エンターテインメント『Changes』主題歌       |
| PEACE SUNSHINE     | テレビ東京『熱血! Danceアカデミー』エンディング曲                                 |
| PEACE SUNSHINE     | NOTTV『EXFILE』番組テーマ曲                                                       |
| ポッケ             | NHK『みんなのうた』2015年10月 - 11月、2017年2月 - 3月                             |
| DREAMERS' PARADISE | バンダイナムコエンターテインメント「太鼓の達人 あつめて★ともだち大作戦!」CMソング |
| HEART OF A LION    | 和真「UTMO」CMソング                                                              |
| Be the Brave       | FC今治応援ソング                                                                  |
| Anuenue            | フジテレビ『Tune』2018年3月度エンディングテーマ                                   |
| あの子のトランク   | ウタモノガタリ -CINEMA FIGHTERS project-『Kuu』主題歌                             |

### 出演

#### テレビ
- 週刊EXILE（2013年1月、TBS）

#### 舞台
- DANCE EARTH 〜生命の鼓動〜（2013年2月1日 - 23日）
- DANCE EARTH PROJECT グローバルダンスエンターテインメント「Changes」（2014年5月3日 - 18日）

#### ライブ

##### 合同
- EXILE TRIBE PERFECT YEAR LIVE TOUR TOWER OF WISH 2014 〜THE REVOLUTION〜（2014年9月 - 12月）

##### 参加
- EXILE THE SECOND LIVE TOUR 2017-2018 "ROUTE 6・6"（2017年10月 - 2018年5月）
- E-girls LIVE TOUR 2015 "COLORFUL WORLD"

#### ミュージックビデオ
- EXILE THE SECOND「YEAH!! YEAH!! YEAH!!」（2016年）[7]